# Підлісна сільська рада (Грачовський район)
Підлі́сна сільська рада (рос. Подлесный сельский совет) — сільське поселення у складі Грачовського району Оренбурзької області Росії.
Адміністративний центр — селище Підлісний.

## Населення
Населення — 240 осіб (2019; 352 в 2010, 545 у 2002).

## Склад
До складу сільської ради входять:
| Населений пункт   | Населення, осіб (2002) | Населення, осіб (2010) |
| ----------------- | ---------------------- | ---------------------- |
| Бабинцево, селище | 149                    | 41                     |
| Підлісний, селище | 319                    | 248                    |
| Усакла, селище    | 77                     | 63                     |